# Zgubiona dusza
Zgubiona dusza – książka Olgi Tokarczuk z ilustracjami Joanny Concejo wydana w 2017 r. nakładem Wydawnictwa Format.

## Opis
Zgubiona dusza to słowno-obrazowa książka opowiadająca o mijającym czasie, który tracimy głównie na wykonywaną pracę zawodową, kolejne hobby, przelotne znajomości, zdobywanie niepotrzebnych dóbr i przedmiotów. Skromność tekstu metaforycznie pokazuje piękno ciszy, bez szumu informacyjnego, natłoku obrazów, powodujących zagłuszanie słów duszy. Joanna Concejo stworzonymi przez siebie ilustracjami interpretuje tekst napisany przez Olgę Tokarczuk, tworząc graficzną, mistrzowsko narysowaną równoległą opowieść ukrytą w obrazach. Pojawiają się pytania o sens życia człowieka funkcjonującego we współczesnym, szalonym świecie, który zapomina o sobie, gubi to, co ma najważniejsze i najcenniejsze. Poruszająca rzecz o czekaniu, cierpliwości i uważności.